# 松本明慶
松本 明慶（まつもと みょうけい、1945年〈昭和20年〉6月23日 - ）は、京都市生まれの現代日本の仏師。慶派に属するとされる椿井仏所の流れを汲み、「平成の名仏師」と称される。

## 経歴
- 1964年（昭和39年）、京仏師の野崎宗慶に弟子入りする
- 1980年（昭和55年）、京都仏像彫刻展で京都市長賞受賞
- 1985年（昭和60年）、京都仏像彫刻展で京都府知事賞受賞
- 1988年（昭和63年）、パリギメ東洋美術館の仏像100体を修理する
- 1991年（平成3年）、大仏師の称号を受ける
- 2006年（平成18年）6月18日、京都市上京区に松本明慶佛像彫刻美術館が開館

## 役職
京都仏像彫刻家協会会長

## 松本工房
京都市西京区大原野小塩町107に工房を持つ

## 出演

### TV番組
- にんげんドキュメント「大仏に挑む　平成の仏師・技と心」（2006年9月、NHK）
- 旅のチカラ「ミケランジェロの街で仏を刻む〜松本明慶・イタリア〜」（2013年、NHK BSP）[1]

## 逸話
2010年（平成22年）、ヤフーオークション上で、松本明慶作を騙った中国製の贋作が30万円で落札された際、松本はヤフーへ抗議したが、「出品者と落札者間の問題」として無視された。

## 作品
- 観音正寺（滋賀県近江八幡市）千手観音像
- 桂林寺（京都府舞鶴市）千手観音像
- 大願寺（広島県廿日市市）不動明王像
- 紀三井寺（和歌山県和歌山市）千手観音像

## 関連図書
- かぜ耕士・檜山季樹『炎の仏師 松本明慶』（ネスコ、1999年）　ISBN 4890360883
- 松本明慶・塩野米松・高橋正嗣『慈 大仏師・松本明慶作品集』（小学館、2004年）　ISBN 4096817317